# Sunset Beach (Oahu)
Pour les articles homonymes, voir Sunset Beach.

Sunset Beach est une plage située au nord de l'île d'Oahu à Hawaï.
Elle est connue pour ses vagues propices au surf durant la saison d'hiver. Son nom d'origine est Paumalū.
Sur ce spot se déroule chaque année la compétition O'Neill World Cup of Surfing (en).